# Herbita opalizans
Herbita opalizans là một loài bướm đêm trong họ Geometridae.